# واکنش بنکسر
واکنش بنکسر (به انگلیسی: Benkeser reaction) که با نام کاهش بنکسر (به انگلیسی: Benkeser reduction) نیز شناخته می‌شود، گونه‌ای از واکنش هیدروژنه کردن کاتالیزوری است که بر روی هیدروکربن‌های آروماتیک چندحلقه‌ای رخ می‌دهد. به طور ویژه برای واکنش نفتالین، از فلز لیتیم و کلسیم به عنوان کاتالیزور و یک آمین نوع اول یا یک گروه آلکیل با وزن مولکولی اندک، به عنوان عامل کاهنده استفاده می‌شود.

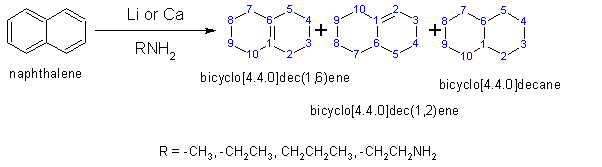
واکنش بنکسر برای مولکول نفتالین